# Thomas Münten
Thomas Münten (* 1963) ist ein deutscher Fernsehjournalist.

## Leben
Thomas Münten absolvierte sein Volontariat bei der Westdeutschen Allgemeinen Zeitung und wechselte 1990 im Anschluss daran zu dem Lokalfunk Radio K.W. Bereits 1991 wurde er Chefredakteur von Radio EN. 1994 wechselte Münten zum WDR Fernsehen in Düsseldorf, moderierte von 2000 bis 2004 die Lokalzeit Bergisch Land und arbeitete bis 2009 für die Aktuelle Stunde.
Im März 2009 erfolgte ein erneuter Wechsel zum ZDF, dort arbeitet er für das Landesstudio Nordrhein-Westfalen in Düsseldorf. 2010 war Thomas Münten ZDF-Reporter bei der Loveparade in Duisburg und berichtete dort aktuell über die Katastrophe. Die damaligen Ereignisse verarbeitete er gemeinsam mit seiner Kollegin Ute Waffenschmidt in der 90-minütigen ZDF-Dokumentation An einem Tag in Duisburg aus dem Juli 2011.
Weitere Tätigkeiten erfolgen gelegentlich beim Fernsehmagazin Frontal21 in Berlin. So deckte er 2015 u. a. mit dem Kollegen Andreas Halbach und gemeinsam mit einem Privatdetektiv einen gewerblichen illegalen Schrotthandel aus der EU heraus auf. Im Mai 2016 berichtete er mit den Kollegen Andreas Halbach und Heiko Rahms über ein Datenleck beim Flughafen Köln/Bonn. Hier war der vertrauliche Notfallplan mit Namen und Telefonnummern der Verantwortlichen sowie detaillierten Skizzen und Flughafenplänen weltweit als Download abrufbar. Im August 2017 deckte Münten gemeinsam mit Heiko Rahms, Ulrich Stoll und dem Recherchenetzwerk CORRECTIV auf, dass der Parteivorsitzende der AfD, Jörg Meuthen, während des Landtagswahlkampfes in Baden-Württemberg erhebliche Parteispenden aus der Schweiz angenommen hatte, ohne sie anzugeben und darüber gegenüber der Organisation lobbycontrol und der Bundespressekonferenz gelogen hatte.
Münten ist als Gastdozent für investigativen Journalismus an der Universität Passau und der RWTH Aachen tätig.
Von 2018 bis März 2020 moderierte Münten zusätzlich alle zwei Wochen die Samstags-Show beim Lokalsender „Radio Vest“ in Recklinghausen von 9–12 Uhr. Die Sendung wurde aus Einsparungsgründen während der Corona-Pandemie ausgesetzt. Als sie im März 2021 wieder aufgenommen wurde, war Münten nicht mehr dabei.
März 2022 wurde Münten „Station Manager“ bei dem DAB+-Sender Brillux Radio in Witten. Nach dem Sendestart am 13. Mai moderierte er zudem regelmäßig die Morning-Show. Im Oktober 2022 beendete Münten die Mitarbeit bei Brillux-Radio.
Bis Mitte 2024 moderierte Münten regelhaft den Samstagmorgen bei Radio Sauerland von 9–12 Uhr. Seit Mai 2023 ist er auch regelhaft Morgenmoderator beim Belgischen Rundfunk BRF1. Münten arbeitet weiterhin zudem beim ZDF.